# Susy Shock
Susy Shock (nascida em 6 de dezembro de 1968) é uma atriz, escritora e cantora argentina que se define como uma "artista trans sudaca".

## Biografia
Susy nasceu no bairro de Balvanera, no centro de Buenos Aires. Seu pai era da província de La Pampa e sua mãe de Tucumán.
Em 2011, publicou Poemario trans pirado e Relatos en Canecalón. Também foi colunista no Soy – suplemento de diversidade sexual do jornal argentino Página/12.
Contribuiu para revistas culturais como Caja Muda (da Universidade Nacional de Córdoba), Waska, Queer ArtZine, Ají (de Ushuaia) e Colada.
Alguns de seus textos fizeram parte da coletânea La bombacha apretaba sus testículos. Fez uma turnê com o recital musical poético Poemario Trans Pirado por toda a Argentina e pela América Latina.
A edição de número um da Revista Clítoris (2011) publicou a história em quadrinhos "SuperShiva", de Susy Shock e Rubén Gauna. De acordo com o blog especializado AV Comics, ela conta "a história de um imigrante travesti que enfrenta uma dupla intolerância. A narrativa tem a perspicácia de se propor como uma analogia à vida dupla dos super-heróis, que devem carregar uma 'identidade secreta'. Algo que, enfim, acontece à protagonista".
Atualmente, escreve uma coluna mensal na Revista MU (da cooperativa Lavaca) e um folhetim – publicado na revista Maten al Mensajero - intitulado La Loreta. Em 2013 levou adiante a série radiofônica Crianzas, produzida pela cooperativa Lavaca.

## Ativismo
Suzy fez parte da Frente Nacional pela Lei de Identidade de Gênero, uma aliança de mais de 15 organizações que incentivava a sanção em âmbito nacional de uma lei que garantisse a adequação de todos os documentos pessoais à identidade de gênero e ao nome escolhido por cada indivíduo, além do acesso a tratamento médico para quem solicitasse intervenções em seu corpo.
A Lei de Identidade de Gênero foi aprovada pelo parlamento argentino em 9 de maio de 2012 e promulgada pela presidente Cristina Fernández de Kirchner poucos dias depois, tornando-se uma das leis mundialmente mais progressistas no assunto.

## Livros
- Revuelo sur (coleção de poesias), Buenos Aires: Nuevos Tiempos, 2007 [12]
- Poemario Trans Pirado, com ilustrações de Enrique Gurpegui e prólogo de Marlene Wayar, Buenos Aires: Nuevos Tiempos, 2011,ISBN 978-987-1399-25-3
- Relatos en Canecalón, com prólogo de Fernando Noy, Buenos Aires: Nuevos Tiempos, 2011,ISBN 978-987-1399-26-0
- Crianzas, com ilustrações de Anahí Bazán Jara e prólogos de Marlene Wayar e Claudia Acuña, Buenos Aires: Editorial Muchas Nueces, 2016,ISBN 978-987-45857-3-8
- Hojarascas, com fotografias do "M.A.f.I.A." Buenos Aires: Editorial Muchas Nueces, 2017,ISBN 978-987-45857-7-6
- Susy Shock para chicxs, de Nadia Fink e Pitu Saá, Buenos Aires: Chirimbote, 2018,ISBN 978-987-42-5955-4

## Filmes
Em 2013, Susy Shock estrelou em Andrea. Un melodrama rioplatense, com direção de Édgar de Santo. O filme foi apresentado em diversos festivais internacionais durante o ano de 2014, incluindo o festival de cinema Pink Latino em Toronto e o Festival do Orgulho Gay no Rio de Janeiro.
Em 2016, estreia Deconstrucción, crónicas de Susy Shock, dirigido por Sofía Bianco. Além de atuar no filme, Susy foi responsável por sua música, ganhando o prêmio de melhor trilha sonora no Primeiro Plano - Festival de Cinema de Juiz de Fora e Mercocidades (Brasil).  Também recebeu o prêmio de Melhor Curta Nacional e Prêmio do Público no Festival Queer de la Plata (Argentina), além de menção honrosa no Festival Semana de Soria de Buenos Aires e na XII edição do Festival Internacional de Cinema Independente de Mar del Plata (MARFICI, na sigla em espanhol).

## Músicas
Em novembro de 2014, Susy lançou seu primeiro álbum intitulado Buena vida y poca vergüenza e deu início a uma turnê pela Argentina e pela América Latina.

## Prêmios e distinções
Em 29 de abril de 2014, o Poemario Trans Pirado foi homenageado pela Assembleia Legislativa da Cidade de Buenos Aires  e declarado como de interesse para a promoção e defesa dos direitos humanos.
Em dezembro do ano seguinte, Susy recebeu uma menção especial por sua canção "Con mi carro voy" no Premio Nacional de Tango y Folklore para produções de 2011-2014.
Em novembro de 2017, recebeu o reconhecimento em gênero da Fundación Agenda de las Mujeres, entregue anualmente.

## Vida privada
Susy Shock tem uma filha, nascida em 1991. Ela vive com seus parceiros Eduardo e Mauricio.